# Reezman Bin Isa Isa
Reezman Bin Isa Isa, englisch auch Reezman Esa (* 14. April 1983), ist ein malaysischer Eishockeyspieler.

## Karriere
Reezman Bin Isa Isa nahm für die malaysische Nationalmannschaft in den Jahren 2008, 2009, 2010 und 2012 jeweils am IIHF Challenge Cup of Asia teil. Im Jahr 2008 gewann er dabei mit seiner Mannschaft die Silber-, in den Jahren 2009 und 2012 die Bronzemedaille. Zudem stand er in den Jahren 2007 und 2011 jeweils im Aufgebot seines Landes bei den Winter-Asienspielen.

## Erfolge und Auszeichnungen
- 2008 Silbermedaille beim IIHF Challenge Cup of Asia
- 2009 Bronzemedaille beim IIHF Challenge Cup of Asia
- 2012 Bronzemedaille beim IIHF Challenge Cup of Asia